# دکمه فشاری
شستی یا دکمه (دگمه) فشاری (به انگلیسی: Push button) یا به سوئیچی گفته می‌شود که پس از رها کردن به جای خود بر می‌گردد و مدار را دوباره قطع می‌کند
. 

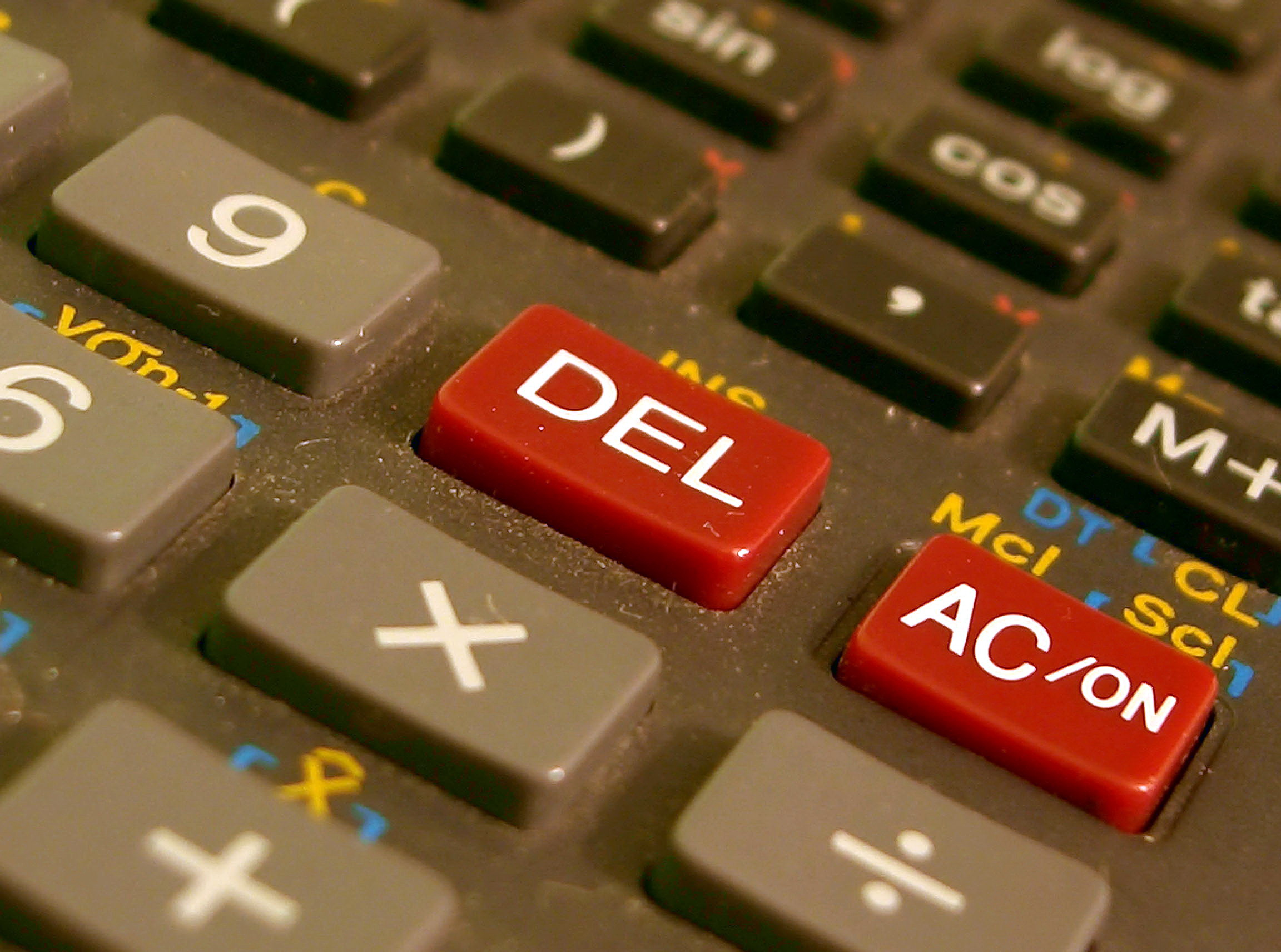
دکمه‌های یک ماشین‌حساب

دکمه‌ها معمولاً از جنس مواد سخت مثل پلاستیک یا فلز هستند.

## کاربردها

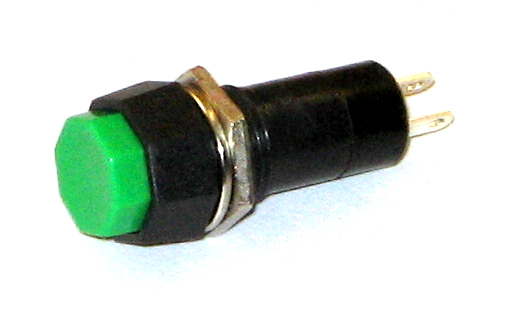
یک شستی هشت‌ضلعی

از شستی‌های دکمه‌ای در ماشین حساب، لوازم خانگی، و غیره استفاده می‌شود.